# Zucca (rượu khai vị)

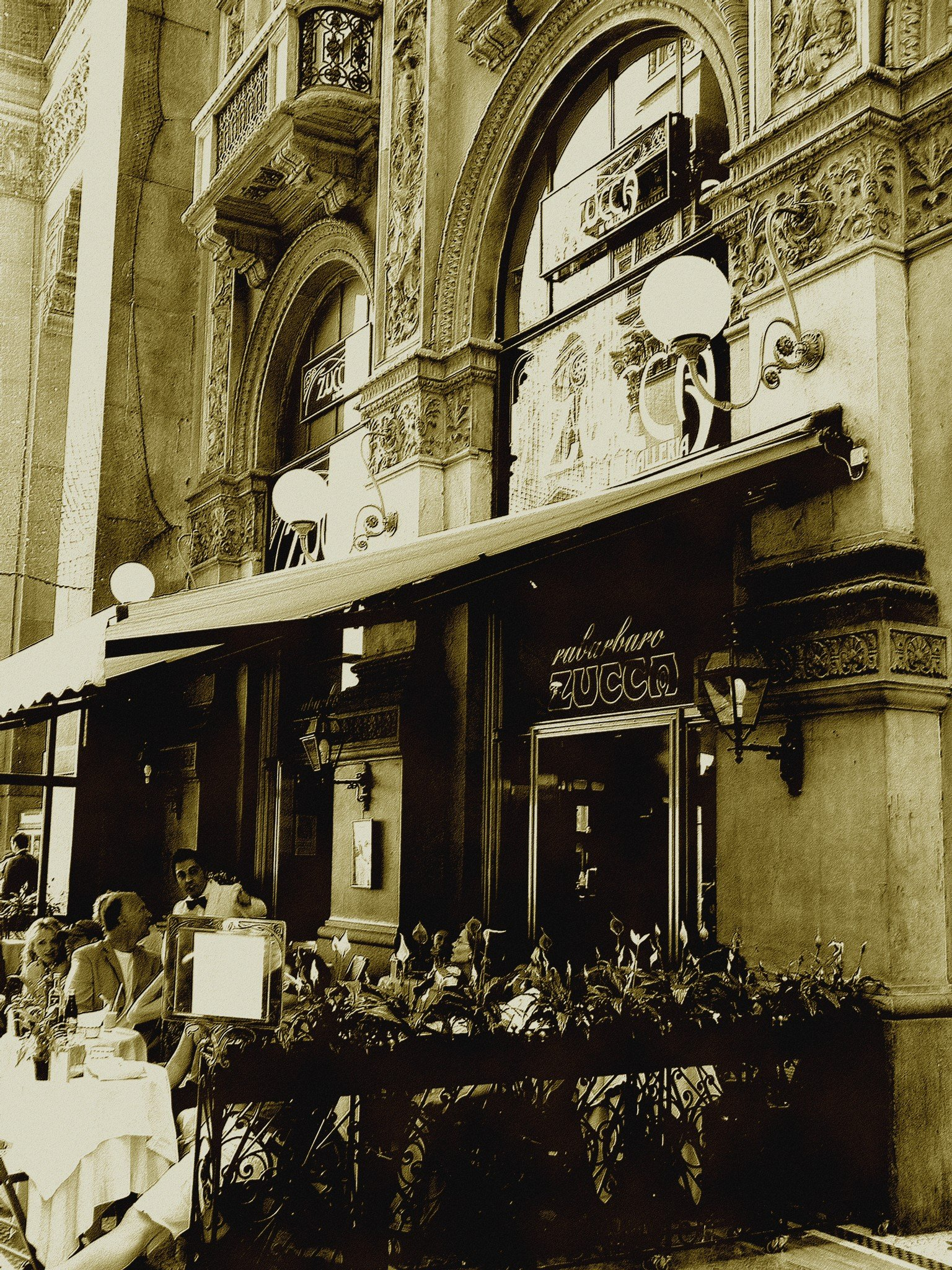
Caffè Zucca ở Galleria Vittorio Emanuele, Milano

Zucca (phát âm tiếng Ý: [ˈdzukka; ˈtsukka]) là một loại rượu khai vị của Ý. zucca trong tiếng Ý có nghĩa là "bí" hoặc "bí ngô", nhưng tên của loại rượu này lại thực sự được đặt theo Caffè Zucca, nằm ở Galleria Vittorio Emanuele II, Milano. Thành phần cơ bản của món đồ uống này là đại hoàng, có danh pháp khoa học là Rheum rhabarbarum, do đó thức uống có một cái tên dài hơn là Rabarbaro Zucca. Thành phần của Zucca còn có vỏ cam chanh bào, hạt bạch đậu khấu và các loại thảo dược chữa bệnh khác. Zucca có vị đắng tinh tế và dễ chịu và thường được pha với nước có ga và đá.
Zucca có liên quan chặt chẽ với các loại rượu khai vị truyền thống khác của Ý, như Campari, Punt e Mes, và Cynar, vì nó tương đối nhẹ, với 30 độ cồn.